# Scotopteryx genistaria
Scotopteryx genistaria là một loài bướm đêm trong họ Geometridae.